# Limnonectes magnus
Limnonectes magnus är en groddjursart som först beskrevs av Leonhard Hess Stejneger 1910.  Limnonectes magnus ingår i släktet Limnonectes och familjen Dicroglossidae. IUCN kategoriserar arten globalt som nära hotad. Inga underarter finns listade i Catalogue of Life.